# Chupanguío
Chupanguío är en ort i Mexiko.   Den ligger i kommunen Taretan och delstaten Michoacán de Ocampo, i den södra delen av landet, 290 km väster om huvudstaden Mexico City. Chupanguío ligger 970 meter över havet och antalet invånare är 315.
Terrängen runt Chupanguío är huvudsakligen kuperad, men åt sydost är den bergig. Runt Chupanguío är det ganska glesbefolkat, med 47 invånare per kvadratkilometer. Närmaste större samhälle är Taretán, 6,1 km väster om Chupanguío. I omgivningarna runt Chupanguío växer huvudsakligen savannskog.